# Ture von Nackreij
Ture von Nackreij, född 8 november 1759 i Segerstads församling, Värmlands län, död 15 augusti 1821 i Rogslösa församling, Östergötlands län, var hovrättsråd och häradshövding. Han var riksdagsman 1800, 1809 och 1815.

## Biografi
Nackreij föddes 1759 på Algustad i Segerstads församling. Han var son till vice häradshövdingen Christian von Nackreij och Maria Sandelin. Nackreij blev 8 juli 1775 student vid Uppsala universitet. Den 22 augusti 1777 blev han auskultant i Göta hovrätt och 19 november 1778 var han extra ordinarie kanslist i justitieexpeditionen. Den 18 november 1783 blev han vice häradshövding och 17 januari 1785 blev han hovjunkare. Nackreij blev 19 juni 1794 häradshövding i Dals och Lysings häraders domsaga. 16 februari 1795 blev han adjungerande ledamot i Göta hovrätt och 10 december 1810 blev han Namn, heder och värdighet hovrättsråd. Nackreij avled 1821 på Västerlösa i Rogslösa församling, Östergötlands län.
Nackreij var riksdagsman vid riksdagen 1800, riksdagen 1809 och riksdagen 1815.

### Familj
Nackreij gifte sig första gången 15 december 1786 på Kettilstorp med Christina Margareta Natt och Dag. Hon var dotter till ryttmästaren Axel Natt och Dag och Brita Maria Lilliehöök af Gälared och Kolbäck. De fick tillsammans barnen Margareta Lovisa von Nackreij (1787–1859) som var gift med häradshövdingen Johan Olof Bååth, Christina Charlotta von Nackreij (1789–1872) som var gift med häradshövdingen Mattias Weibull, Olof Reinhold von Nackreij (1791–1791), fänriken Carl von Nackreij (1793–1813), Olof von Nackreij (1796–1797), fänriken Ture von Nackreij (1798–1843) och underlöjtnanten Lorens von Nackreij (1801–1852).
Nackreij gifte sig andra gången med 7 januari 1806 på Johannisberg i Gottröra församling med Juliana Ulrika Gyllenram (1773–1838). Hon var dotter till löjtnanten Lars Fredrik Gyllenram och Eleonora Wrangel af Lindeberg. De fick tillsammans kammarjunkaren Christian Fredrik von Nackreij (1806–1859).